# Лоро Пичено
Лоро Пичено (итал. Loro Piceno) насеље је у Италији у округу Мачерата, региону Марке.
Према процени из 2011. у насељу је живело 1308 становника. Насеље се налази на надморској висини од 409 м.

## Становништво
| 1936. | 1951. | 1961. | 1971. | 1981. | 1991. | 2001. | 2011. |
| ----- | ----- | ----- | ----- | ----- | ----- | ----- | ----- |
| 4.033 | 3.918 | 3.498 | 2.795 | 2.577 | 2.496 | 2.485 | 2.481 |